# حمام اسکندان
حمام اسکندان مربوط به دوره قاجار است و در شهرستان اسکو، بخش مرکزی، دهستان سهند، روستای اسکندان واقع شده و این اثر در تاریخ ۱ مرداد ۱۳۸۶ با شمارهٔ ثبت ۱۹۲۳۱ به‌عنوان یکی از آثار ملی ایران به ثبت رسیده است.